# رکسانا صابری
رکسانا صابری (زاده ۲۶ آوریل ۱۹۷۷ در داکوتای شمالی) خبرنگار ایرانی-آمریکایی است که از پدری ایرانی و مادری ژاپنی زاده شده‌است. صابری هم‌اکنون خبرنگار سی‌بی‌اس نیوز در لندن است. وی در سال ۱۹۹۷ در ایالت داکوتای شمالی آمریکا به عنوان دختر شایسته سال انتخاب شده بود. او خبرنگار رسانه‌های بین‌المللی مهمی از جمله رادیوی عمومی ملی، رادیو واتیکان، شبکه فاکس و بی‌بی‌سی بوده و نیز به صورت پاره‌وقت در یکی از وبگاه‌های انگلیسی‌زبان مجمع تشخیص مصلحت نظام کار می‌کرده‌است.

## دستگیری
رکسانا صابری پیش از بازداشت در ایران، در حال مطالعه برای تکمیل کتاب خود بود. وی ابتدا در تاریخ ۳۱ ژانویه ۲۰۰۹، بخاطر خرید یک بطری شراب دستگیر شد، سپس به خاطر فعالیت خبرنگاری با وجود عدم تمدید مجوز فعالیت خبرنگاری توسط دولت ایران، در شعبه دوم بازپرسی دادسرای انقلاب مورد پیگرد قضایی قرار گرفت و سپس به جاسوسی برای آمریکا، متهم شد. وکیل وی پس از آزادی وی از زندان تأیید کرد که رکسانا صابری از یکی از اسناد محرمانه مجمع تشخیص مصلحت نظام کپی گرفته و آن را بدون اینکه مورد استفاده قرار دهد نزد خود نگاه داشته‌است.
وی در تاریخ ۱۸ آوریل ۲۰۰۹، در دادگاهی غیرعلنی، به تحمل ۸ سال زندان محکوم شد، و چند ماه در زندان اوین محبوس شد. و از تاریخ ۱ اردیبهشت ۱۳۸۸ (۲۰ آوریل ۲۰۰۹) و در اعتراض به اتهامات غیرواقعی، اعتراف به دروغ «تحت فشار» و به وسیله «تهدید و تطمیع» و صدور حکم ناعادلانه زندان، دست به اعتصاب غذا زد. اعتصاب غذای وی به مدت ۲ هفته و تا بستری‌شدن وی در بیمارستان زندان اوین ادامه داشت.
در تاریخ ۱۰ مه ۲۰۰۹، دادگاه تجدیدنظر رکسانا صابری تشکیل شد و اتهام «جاسوسی» به «جمع‌آوری اسناد و مدارک علیه نظام جمهوری اسلامی» تغییر یافت. این دادگاه، حکم اولیهٔ ۸ سال را، به ۲ سال حبس تعلیقی تغییر داد که تا ۵ سال اجرا نخواهد شد. در تاریخ ۱۱ مه ۲۰۰۹، رکسانا صابری از زندان اوین آزاد شد.

## تحصیلات
رکسانا صابری دارای دو مدرک کارشناسی ارشد از دانشگاه نورث وسترن در رشته خبرنگاری و روابط بین‌الملل از دانشگاه کمبریج است.
وی پیش از بازداشت در ایران، در حال مطالعه برای تکمیل تحصیلات خود در رشته ایران‌شناسی و نوشتن کتابی تحقیقی در مورد ایران بود.

## زندگی شخصی
پس از محکومیت زندان برای رکسانا صابری، بهمن قبادی با انتشار نامه‌ای خطاب به همه دولت‌مردان و سیاست‌مداران نظام جمهوری اسلامی ایران اعلام کرد که رکسانا صابری «نامزد و دوست» اوست و از مسئولان ایران خواست تا وی را که بی‌گناه است، آزاد کنند.

## زندان
صابری در ۲۲ بهمن ۱۳۸۷ به اتهام خریدوفروش مشروبات الکلی دستگیر شد، اما بعد اتهام او فعالیت بدون کارت خبرنگاری اعلام شد، آنگاه در ۱۹ فروردین ۱۳۸۸ اعلام شد که متهم به جاسوسی است و در ۲۹ فروردین ۱۳۸۸ به ۸ سال زندان محکوم شد. عبدالصمد خرمشاهی وکیل مدافع او گفته که از حکم صادره درخواست تجدید نظر خواهد کرد. او اولین خبرنگار آمریکایی است که در ایران به جاسوسی محکوم می‌شود خرمشاهی گفته که شیرین عبادی، برنده نوبل صلح ۲۰۰۳، نیز به تیم دفاع خواهد پیوست.
محمود احمدی‌نژاد رئیس‌جمهور ایران در ۳۰ فروردین ۱۳۸۸ از سعید مرتضوی دادستان تهران خواست، ترتیبی اتخاذ کند که رسیدگی به اتهامات رکسانا صابری «با دقت کامل و رعایت قسط و عدل و جمیع موازین قانونی صورت گیرد».

### اعتصاب غذا
رکسانا صابری از ۱ اردیبهشت ۱۳۸۸ (۲۰ آوریل ۲۰۰۹) در اعتراض به اتهامات غیرواقعی و حکم ناعادلانه زندان، در زندان اوین، دست به اعتصاب غذا زد.
رضا صابری، پدر رکسانا در ۲۶ آوریل ۲۰۰۹ که مصادف با سالروز تولد سی و دو سالگی وی بود، موفق شد که با وی در زندان اوین، تهران، ملاقات داشته باشد. وی وضعیت جسمانی دخترش را «بسیار ضعیف» توصیف کرد و گفت «او به زحمت می‌توانست بایستد».
در تاریخ ۴ مه ۲۰۰۹، سازمان گزارشگران بدون مرز از بستری شدن رکسانا صابری، خبرنگار ایرانی آمریکایی در بیمارستان زندان اوین، به خاطر ضعف شدید ناشی از دو هفته اعتصاب غذا خبر داد.

## واکنش فعالان حقوق بشر
شیرین عبادی، فعال حقوق بشر و برنده جایزه صلح نوبل در آن زمان اعلام کرد که دفاع از رکسانا صابری را به عهده خواهد گرفت.
هم‌چنین جسی جکسون، کشیش پرآوازه و فعال جنبش حقوق مدنی آمریکا، در تاریخ ۲۲ آوریل اعلام کرد که در نظر دارد برای کسب آزادی رکسانا صابری به تهران سفر کند. هرچند این سفر هیچ‌گاه عملی نشد.

## واکنش‌های بین‌المللی
پس از بازداشت به اتهام خرید شراب و انقضای کارت خبرنگاری
- در ۲۵ مارس ۲۰۰۹، مجلس ایالتی داکوتای شمالی با انتشار یک قطعنامه خواستار آزادسازی رکسانا صابری گردید.[۳۲]

پس از اضافه‌شدن اتهام جاسوسی به جرایم وی
- در ۸ آوریل ۲۰۰۹، هیلاری کلینتون وزیر امور خارجه آمریکا دربارهٔ وضعیت رکسانا صابری و اتهام ارتکاب فعالیت‌های جاسوسی به وی، ابراز نگرانی کرد.[۳۳]
- در ۱۸ آوریل ۲۰۰۹، دنیس مک‌داناگ، معاون مشاور امنیت ملی آمریکا، اظهار داشت که باراک اوباما، پس از شنیدن خبر حکم زندان برای رکسانا صابری، «سرخوردگی عمیق» خود را از حکم زندان صابری ابراز کرده‌است.[۳۴]
- در ۱۹ آوریل ۲۰۰۹، هانس رودولف مرز، رئیس‌جمهوری سوئیس در دیدار با محمود احمدی‌نژاد دربارهٔ وضعیت حقوق بشر در جمهوری اسلامی ایران و اجرای مجازات اعدام، سنگسار و اعدام افراد زیر ۱۸ سال در نظام جمهوری اسلامی و وضعیت رکسانا صابری گفتگو کرد.[۳۵]
- شورای ملی ایرانیان آمریکا نیز روند اتهامات بی اساس علیه ایرانیان آمریکایی، همچون رکسانا صابری را محکوم کرد.[۳۶]

پس از محکومیت به جاسوسی و حکم زندان
- در ۱۹ آوریل ۲۰۰۹، باراک اوباما، رئیس‌جمهور ایالات متحده آمریکا اعلام کرد که «رکسانا صابری به عنوان یک شهروند آمریکا، درگیر هیچ‌گونه فعالیت جاسوسی نبوده‌است و تنها به کشوری که والدینش از آن‌جا آمده‌اند علاقه داشته‌است».[۳۵]
- در ۲۰ آوریل ۲۰۰۹، هیلاری کلینتون، وزیر امورخارجه ایالات متحده آمریکا اتهام جاسوسی مطرح شده علیه رکسانا صابری را کاملاً بی‌اساس دانست. وی همچنین روند محاکمه رکسانا صابری را «غیرشفاف و خودسرانه» خواند و خواهان آزادی فوری رکسانا صابری شد.[۳۷]
- در ۲۱ آوریل ۲۰۰۹، اتحادیه اروپا محاکمهٔ رکسانا صابری را دارای معیارهای استاندارد و شفاف بین‌المللی ندانست و خواستار آزادی رکسانا صابری توسط نظام جمهوری اسلامی ایران شد.[۳۸]

پس از اعلام اعتصاب غذا از سوی رکسانا صابری
- در ۲۸ آوریل ۲۰۰۹، رابرت وود سخنگوی وزارت خارجه آمریکا با ابراز نگرانی از وضعیت اعتصاب غدای رکسانا صابری گفت: «ما خیلی نگرانی وضعیت روحی، و وضعیت جسمی او هستیم». وی همچنین افزود: «ما، همان‌طور که وزیر امور خارجه گفت، از کلیه ابزارهای دیپلماتیک موجود برای بازگرداندن او به آمریکا استفاده خواهیم کرد».[۴۰]
- در ۲۸ آوریل ۲۰۰۹، جمعی از فعالان حقوق بشری عضو گزارشگران بدون مرز، در اعتراض به محکومیت رکسانا صابری، در مقابل دفتر هواپیمایی جمهوری اسلامی ایران در پاریس دست به اعتصاب غذا زدند.[۴۱]
- در ۳ مه ۲۰۰۹، هیروفومی ناکاسونه، وزیر امور خارجه ژاپن در سفر به تهران، نگرانی دولت متبوعش را از دستگیری رکسانا صابری به اطلاع مقامات ایران رساند و خواهان رسیدگی فوری به وضعیت وی شد.[۴۲]
- در ۴ مه ۲۰۰۹، هانس گرت پوترینگ، رئیس پارلمان اروپا، خواستار آزادی «فوری و بدون قید و شرط رکسانا صابری» شد. وی همچنین تأکید کرد که «بازداشت و محکومت این خبرنگار، نشان‌دهندهٔ وخیم‌تر شدن وضعیت حقوق بشر در ایران است.»[۴۳]

## آزادی و خروج از ایران
در تاریخ بیست و یکم اردیبهشت ۱۳۸۸، یک روز پس از برگزاری دادگاه تجدید نظر، مجازات وی به دو سال حبس تعلیقی کاهش یافت و در همان روز از زندان آزاد گردید. وی در این مدت اجازه خبرنگاری در ایران را ندارد.
رکسانا صابری، پس از آزادی از زندان اوین، در تاریخ ۲۵ اردیبهشت ۱۳۸۸، به همراه پدر و مادرش، تهران را به مقصد وین در کشور اتریش ترک کرد. وی به همراه خانواده‌اش عازم ایالات متحده آمریکا، کشور محل اقامتش شد.
صابری بعد از ظهر روز جمعه (۲۲ مه) به وقت واشینگتن، پایتخت آمریکا، به همراه والدینش وارد فرودگاه بین‌المللی دالس در ایالت ویرجینیا در حوالی واشینگتن شد.

## کتاب
- Between Two Worlds: My Life and Captivity in Iran. Harper 2010, ISBN 978-0-06-196528-9